# نادوجا (فلم)
نادوجا هو فيلم مصري تم إنتاجه عام 1944، إخراج حسين فوزي و بطولة تحية كاريوكا، محمد البكار.

## قصة الفيلم
قبل ان يموت خورشيد باشا (هاري فلمنج) يوصى سكرتيره مراد أفندي (محمد البكار) ان يبحث عن ابنته نادية التي فقدها وهي في السادسة من عمرها في أفريقيا عندما كان يعمل كبيرا للأطباء هناك. ولكن رضوان بك (عبد العزيز أحمد)وزوجته دولت هانم (فردوس محمد) وابنهم يحيى (يحيى مراد) وشقيق زوجته منصور (كامل الهجرسي) أقاربه وأصهاره يخشون العثور على نادية فيحرمون من الميراث. يحاول الورثة التأثير على مراد أفندي بالترهيب والترغيب لمنعه من السفر إلى أفريقيا ولكنه يرفض وتمهله المحكمة سته شهور للعثور على نادية ويأخذ الخادمين خميس (إسماعيل ياسين) وجمعه (فؤاد شفيق) ويسافر إلى أفريقيا ويسافر وراءه يحيى ومنصور لإعاقته. يقابل مراد في إحدى الحانات الخواجة ينى (حسن كامل) وزوجته نور (زينب محمد) ويشاهدمعهم صوره لفتاة بيضاء تدعى نادوجا (تحية كاريوكا) فيتأكد مراد انها نادية فيسأل اين هي فيخبره ينى انها في مكان بعيد حيث المستنقعات والوحوش والأحراش في قبيلة شينكالا ولكن مراد يقرر السفر إلى تلك البلاد وهناك قابل زعيم القبيلة محمد الطشاكى (عبد الحليم القلعاوي) وعثر على نادوجا وعلم ان الناسك داشنجا (إبراهيم يونس) وجد نادوجا طفلة صغيرة وسط القرود وأخذها ورباها. تعرف مراد على نادوجا التي أحبته ورغبت في السفر معه ولكن داشنجا اعترض ثم وافق بعد إصرار نادوجا وقام يحيى بوضع السم لنادوجا وفشل وحاول خطفها وفشل. وعادوا إلى مصر ولكن منصور استطاع ان يخطف نادوجا وحبسها حتى تنظر المحكمة القضية وتحكم فيها بالثروة لرضوان بيه ثم يفرج عنها. ولكن مراد أفندي استطاع إنقاذها والوصول بها للمحكمة في الوقت المناسب وحكم لنادوجا بثروة أبيها وتزوج مراد من نادوجا.

## فريق العمل
إخراج: حسين فوزي
تأليف:
- بديع خيري (حوار)
- عباس كامل (حوار)
- حسين فوزي (سيناريو)

إنتاج: نحّاس فيلم
بطولة:
- تحية كاريوكا
- محمد البكار
- فؤاد شفيق
- إسماعيل ياسين
- فردوس محمد
- حسن كامل
- عبد العزيز أحمد

## أغاني الفيلم
الحان: محمد البكار
كلمات:
- بيرم التونسي
- أبو السعود الإبياري

## روابط خارجية
- مقالات تستعمل روابط فنية بلا صلة مع ويكي بيانات